# George Colceriu
Colceriu George (n. 23 aprilie 1877, Sighișoara – d. 13 septembrie 1951, Sighișoara) a fost un deputat în Marea Adunare Națională de la Alba Iulia, organismul legislativ reprezentativ al „tuturor românilor din Transilvania, Banat și Țara Ungurească”, cel care a adoptat hotărârea privind Unirea Transilvaniei cu România, la 1 decembrie 1918.

## Biografie
George Colceriu a făcut, ca studii, primele șapte clase primare. De ocupație fiind agricultor, acesta a fost mobilizat în armata austro-ungară, în Primul Război Mondial.

## Activitate politică
A fost delegat titular al cercului electoral Sighișoara.